# Jan Srb
Jan Srb (* 9. April 1898 in Telč; † 22. Februar 1964 in Bratislava) war ein tschechoslowakischer Mathematiker.

## Leben
Jan Srb entstammt einer alten Familie aus der Gegend um Telč. Er wurde als Sohn von Ludvík Srb geboren. Er studierte Mathematik an der Karls-Universität und an der Technischen Universität Prag. Von 1949 bis 1953 wirkte er in der damaligen Tschechoslowakei an der Pädagogischen Fakultät der Masaryk-Universität in Brünn. 1958 wurde er zum Professor ernannt und seit 1960 leitete er den Lehrstuhl für Geometrie an der Naturwissenschaftlichen Fakultät der Comenius-Universität Bratislava.